# Groet (etiquette)

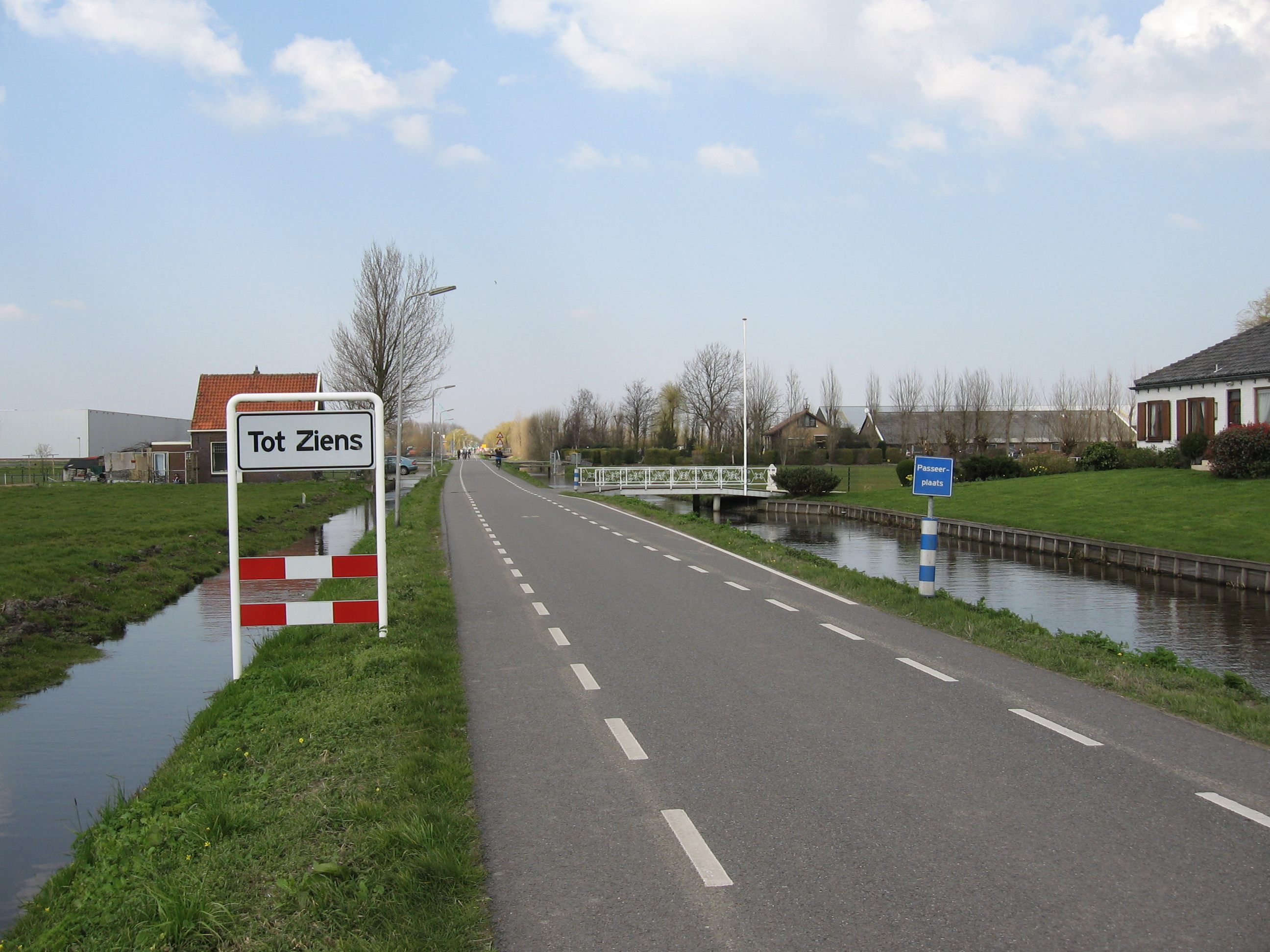
Tot ziens

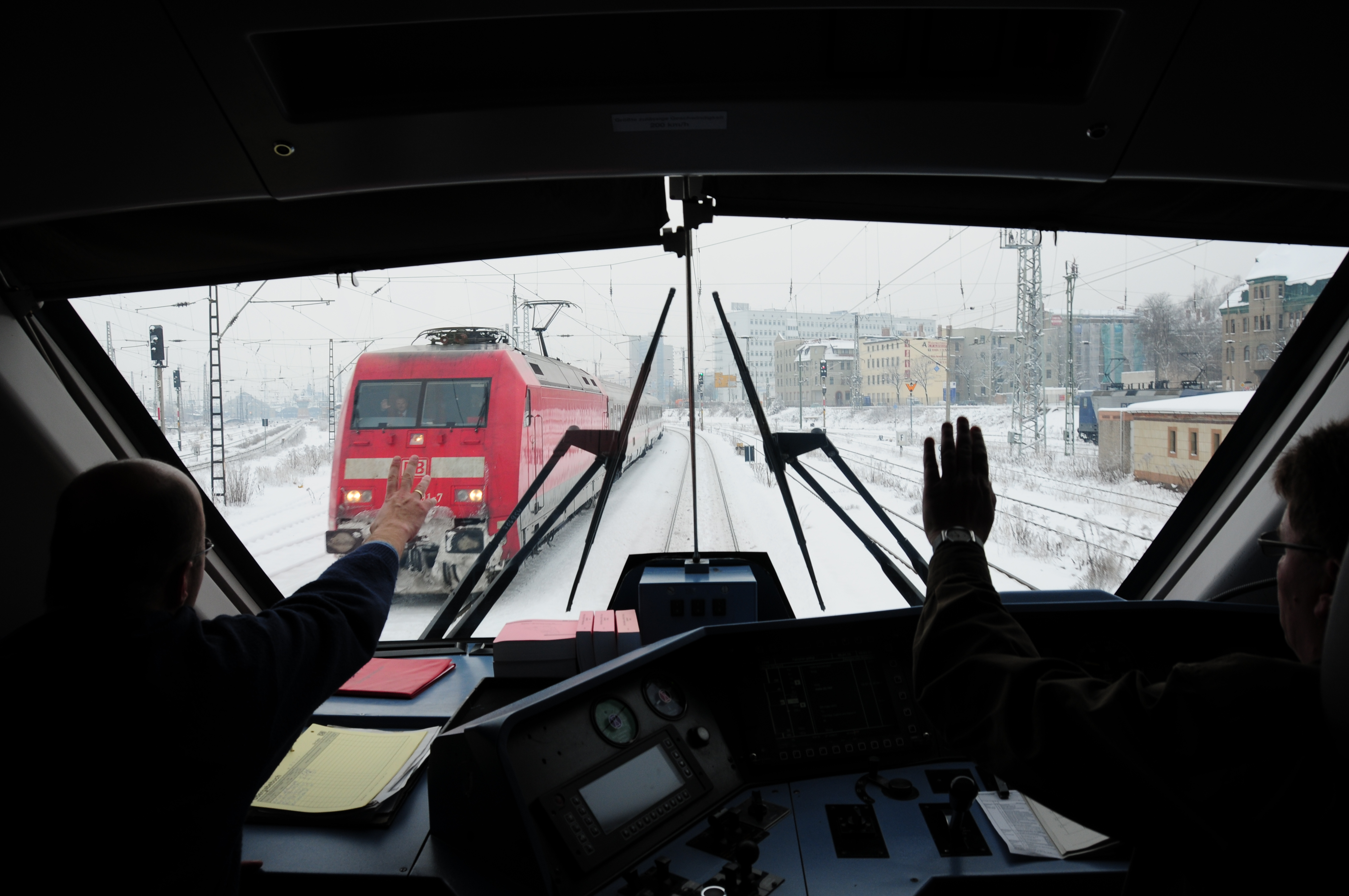
Treinmachinisten groeten elkaar, Duitsland

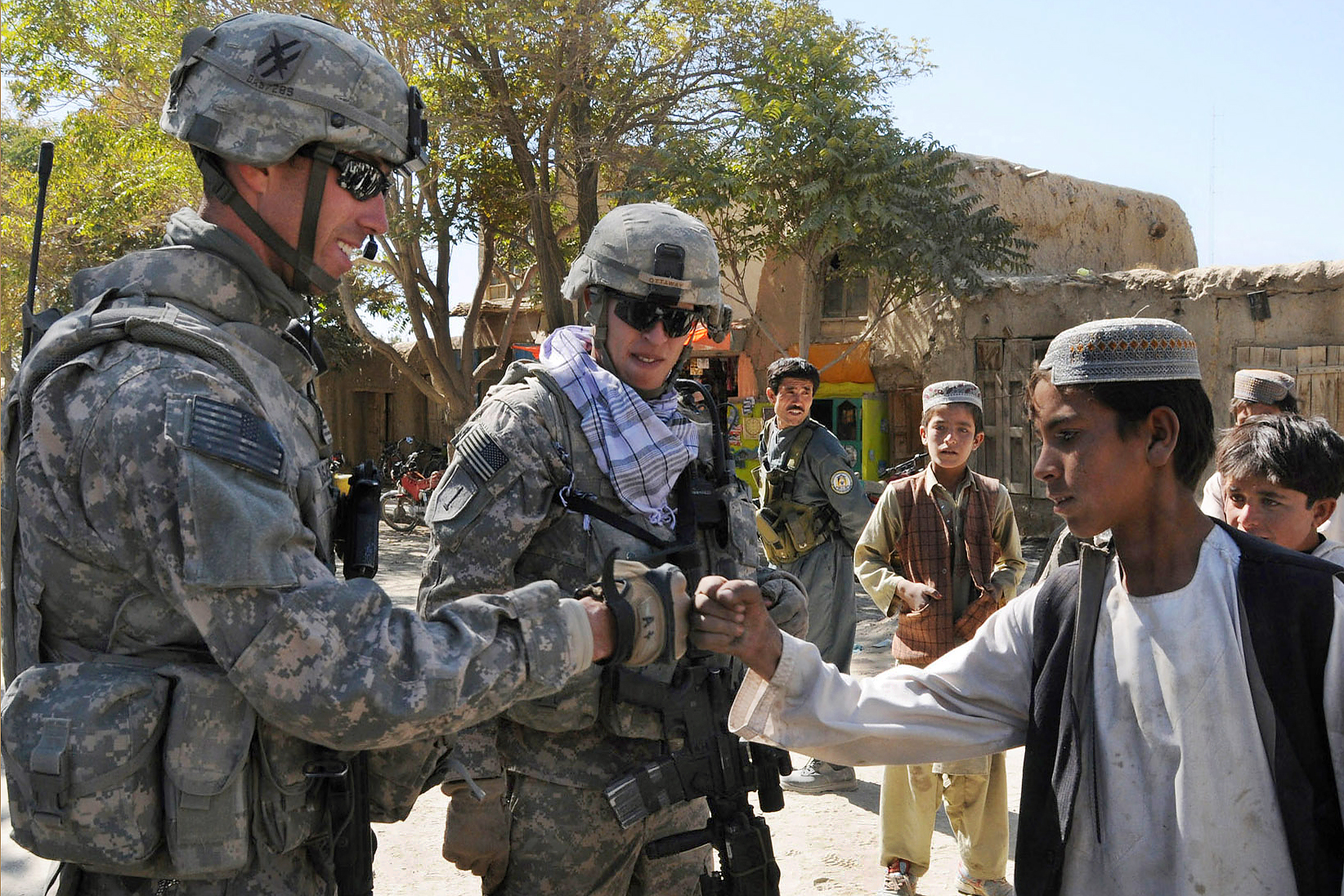
De boks, hier door Amerikaanse militairen

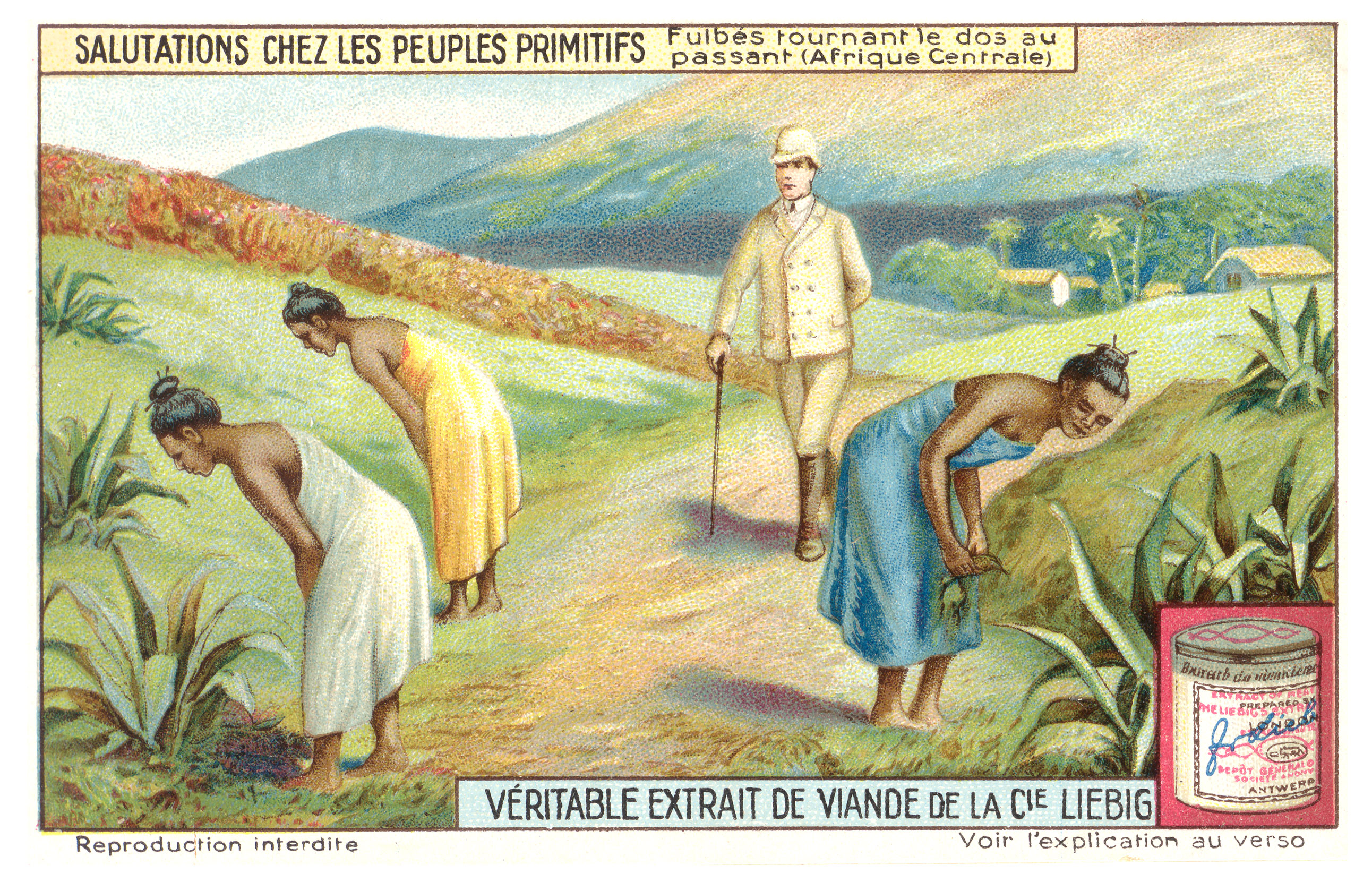
Begroetingsritueel van de Fulbe, 1910

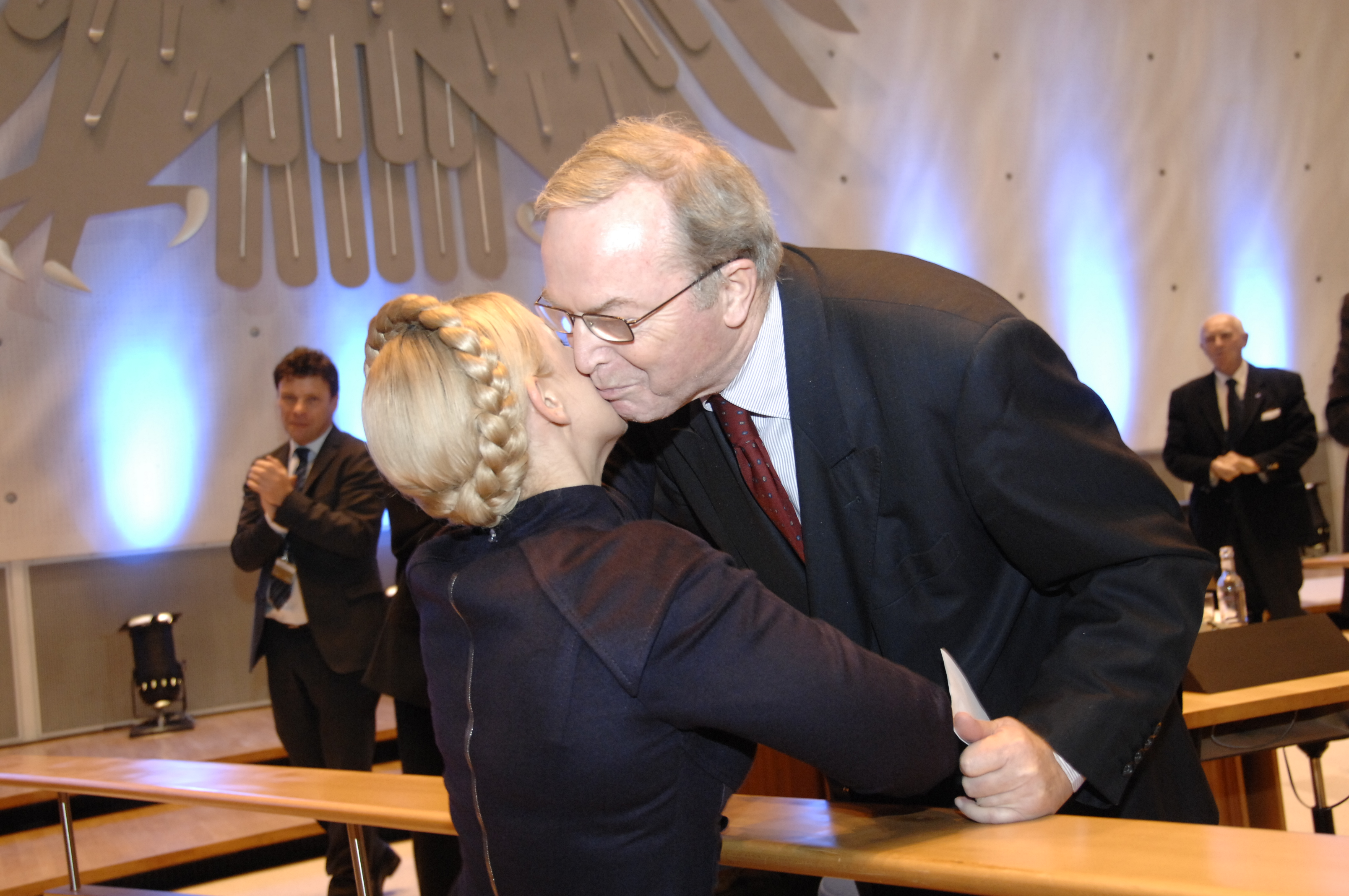
Wilfried Martens geeft een kus aan Joelia Tymosjenko.

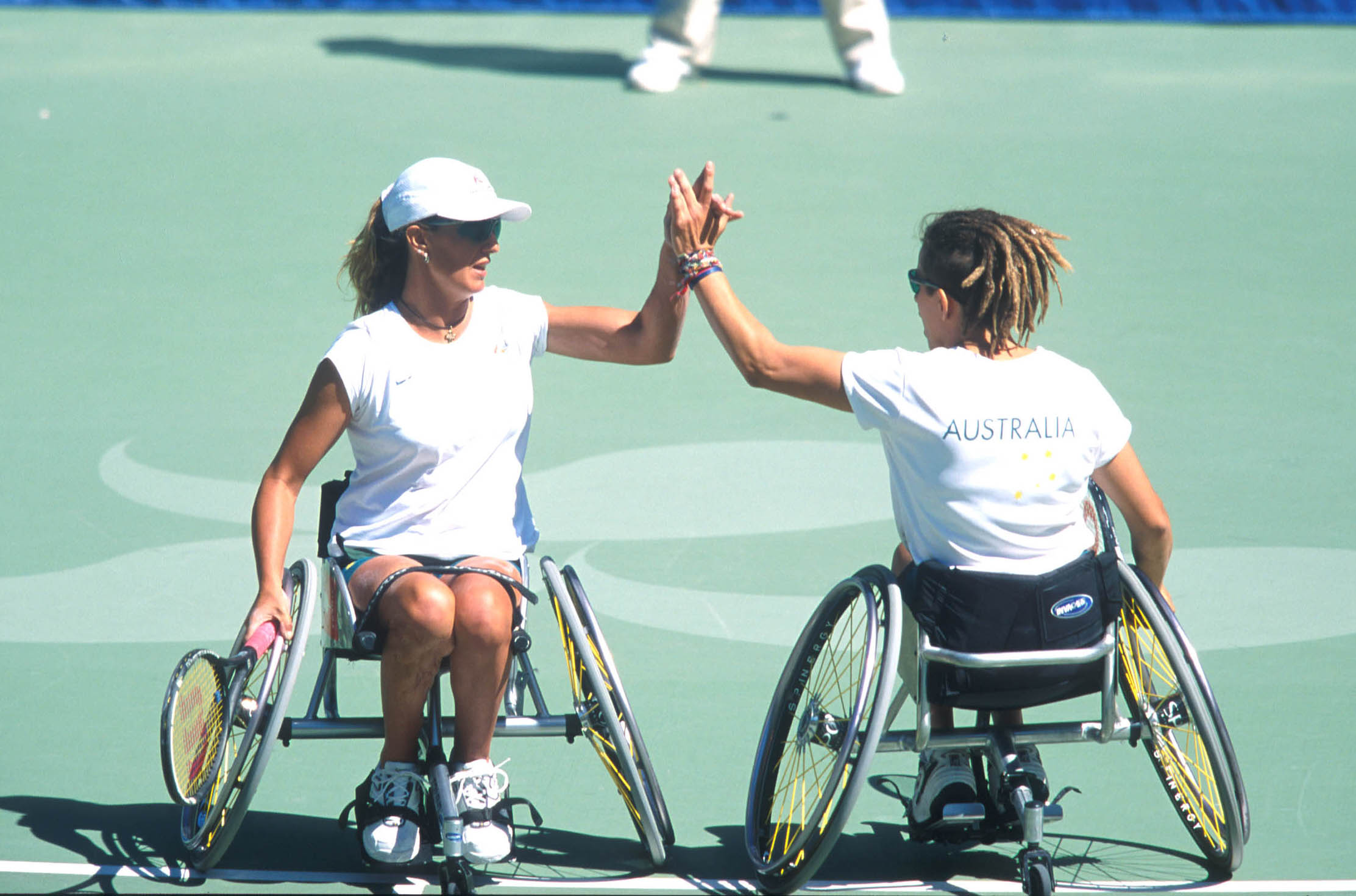
Daniela Di Toro maakt bij een tenniswedstrijd een high five met haar dubbelpartner Branka Pupovac

Een groet is een ritueel, veelal een beweging of, in het geval van verbale groet, een zin of woord, dat in de meeste gevallen wordt gebruikt om sociaal contact op gang te brengen of af te breken (in het geval van een afscheidsgroet). Groetgewoontes zijn sterk cultuurgebonden en afhankelijk van de situatie en kunnen binnen een cultuur afhankelijk zijn van de sociale status van betrokken personen. Bij het handen schudden en bij andere vormen van groeten waarbij dat fysiek mogelijk is, ziet men elkaar in de ogen. Indien dit wordt nagelaten, wordt dit als beledigend of minstens als onachtzaam ervaren.
Het overdrijven van een groet wordt meestal als onheus (ironisch) opgevat, en het achterwege laten van een groet kan een teken zijn van vijandschap of minachting.
Sinds het uitbreken van COVID-19 is het groeten met fysiek contact (hand, kus) vanwege het risico van besmetting wereldwijd in korte tijd nagenoeg verdwenen.

## Verbale begroetingen

### Nederlandstalige verbale begroetingen
Een verbale begroeting is een geritualiseerde wens.
De groet kan een welkomstgroet of een afscheidsgroet zijn. Bekende vormen van verbale begroetingen binnen het Nederlandse taalgebied zijn:
- Adieë wa - tevens een regionale (uit het Kerkraads dialect afkomstig) Limburgse afscheidsgroet, veel gebruikt in Zuid-Limburg
- Ajiu, ajuus - informele verbastering van àdieu
- Collegiale groeten - ter afsluiting in correspondentie
- Doeg - regionale afscheidsgroet, veel gebruikt in de Zaanstreek
- Dzjuir - centraal Oost-Vlaamse verbastering van het Franse Bonjour
- Goedemorgen - Goedemiddag, Goedenavond, Goedenacht - Formele begroeting afhankelijk van tijdstip
- Goedendag, Goeiendag of Gedag - Een algemene begroeting met een middeleeuws verleden toen zij voluit luidde: God geve u een goede dag! Met 'goede dag' werd 'geluk' bedoeld
- Haije - regionale Limburgse afscheidsgroet. In Noord-Limburg wordt meestal Haije (wah) gebruikt en rondom Nijmegen gebruikt men meestal Houje, als mengvorm tussen Brabants en Limburgs
- Hallo - Dag (Daag), Hoi, Hé - Minder formeel
- Harre en Ha goeie - in delen van Friesland
- <zelfstandig naamwoord> heet u welkom — meestal schriftelijk (op borden e.d.), met een anders verouderde betekenis van heten (benoemen, bevelen, wensen, niet als gewoon genoemd worden).
- Hoogachtend - formeel en schriftelijk, boven de handtekening op een brief
- Houdoe - regionale afscheidsgroet in Noord-Brabant en het zuiden van Gelderland
- Joehoe - een uitroep om iemands aandacht te krijgen tijdens de begroeting
- Milguh, Mellguh - regionale groet bij jongeren uit de regio Rijnmond (verbastering van het woord Môguh)
- Moaj - regionale groet in West-Friesland (waarschijnlijk afkomstig uit het Nedersaksisch)
- Môh, Môguh - West-Nederland, Westland
- Moi - regionale groet in Noord- en Oostelijk Nederland en goedgaon bij het afscheid
- Morrie - goedendag, goedemorgen, hallo - regionale groet in West-Friesland
- No heui - regionale groet in West-Friesland
- Salut, Salukes - Vlaamse en (oost) Zeeuws-Vlaamse afscheidsgroet (afkomstig uit het Frans)
- Tjeu, Tjo, Jo, (de) Mazzel - bij afscheid (lokaal)
- Tot ziens - Doeg, Doei, Later, Aju - Bij afscheid
- Vaarwel - enigszins formele afscheidsgroet, bijvoorbeeld bij de marine.
- Welkom - een ontvangende groet
- Welterusten - Slaap lekker - bij het naar bed gaan
- Zjeur - Aalsters: informele verbastering van het Franse Bonjour

## Fysieke begroetingen

### Hand

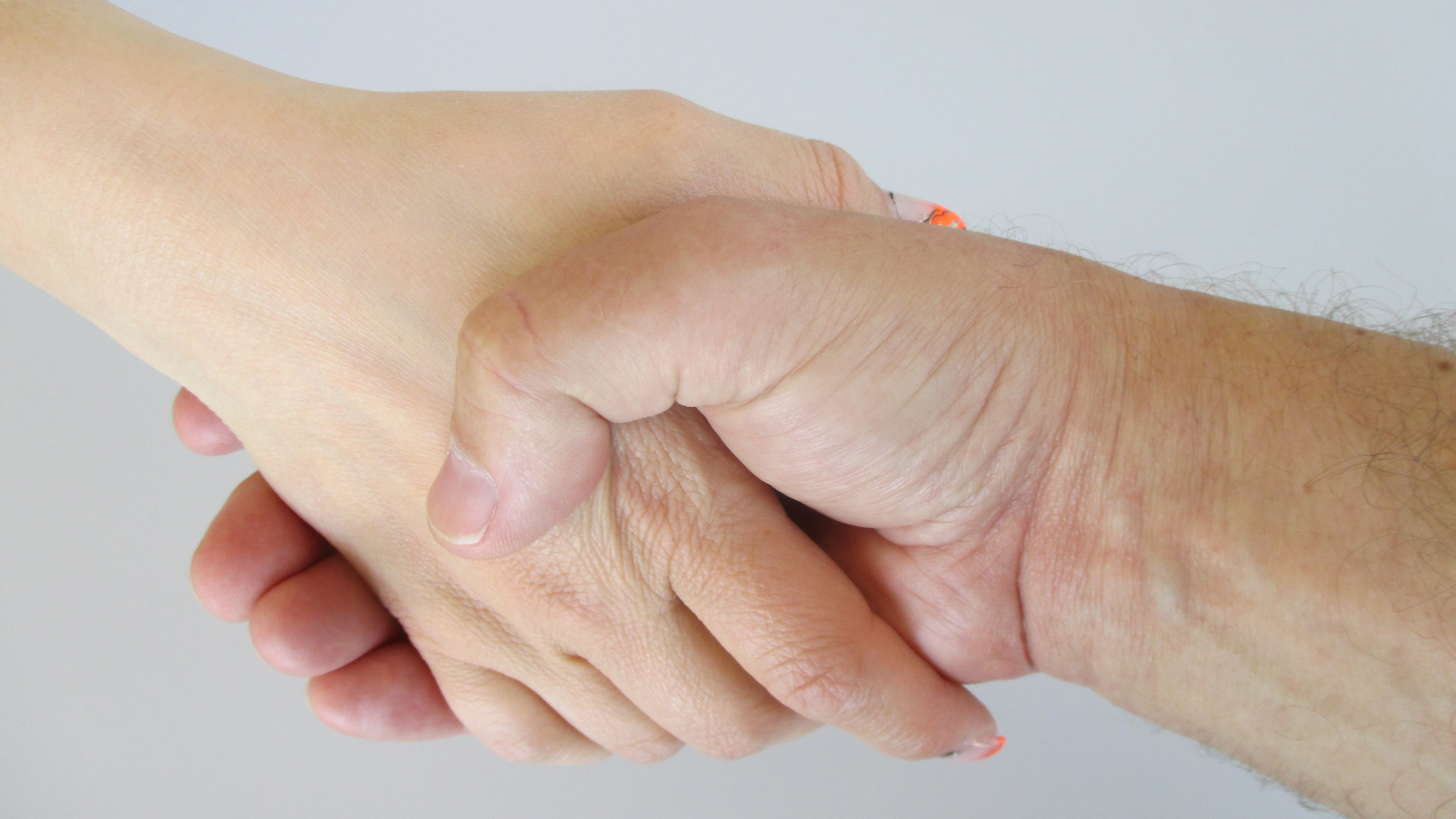
Handen vasthouden en schudden - tussen vrouw en man

In de westerse samenleving is het hand geven de meest gebruikte non-verbale begroeting tussen personen. Dit doet men met de rechterhand terwijl men elkaar in de ogen aankijkt. Een variant die weleens voorkomt is de zogenoemde boks ((en)  fist-bump) waarbij de personen elkaar zachtjes met de rechtervuisten aanraken. In sporten en in sommige subculturen is de high five gebruikelijk.
In Egypte schudden mensen met hun hoofd.
Van grotere afstand kan men elkaar groeten door naar elkaar te zwaaien. Iets dichterbij volstaat een hoofdknik, die ook gebruikt wordt als mensen er voor de buitenwereld niet te zeer de aandacht op willen vestigen dat zij elkaar kennen of contact uit de weg willen gaan, maar kan ook intimiderend bedoeld zijn.

### Elleboog
Als vervanging van het geven van een hand wordt sinds het uitbreken van COVID-19 soms het wederzijds aantikken van de elleboog gepropageerd.

### Kus
De kus of zoen, al of niet in combinatie met een omarming, geeft men als men elkaar goed kent en is vaak slechts voorbehouden aan intimi.
Wel gebruikelijk als groet is het geven van twee of drie zoenen op de wang (of "in de lucht"), afwisselend links en rechts. In Zuid-Europa wordt er wel vaak een kus gebruikt als begroeting, zowel bij vrouwen als mannen onder elkaar. In Oost-Aziatische landen is een kus als begroeting echter zeer ongebruikelijk.
Een andere vorm van begroeting is de handkus.

### Accolade
De accolade is een vorm van omhelzing. De accolade kan zijn een intieme of een slechts formele omhelzing, waarbij links en rechts (twee of drie maal) wordt afgewisseld, al of niet in combinatie met een kus of een schijnbare kus.

### Neus
Bij sommige culturen begroeten mensen elkaar door de neuzen tegen elkaar te wrijven (en daarbij adem uit te wisselen). Voorbeelden zijn Eskimo's, Maori's (en in overig Polynesië) en sommige volkeren in Zuidoost-Azië.

### Hoed

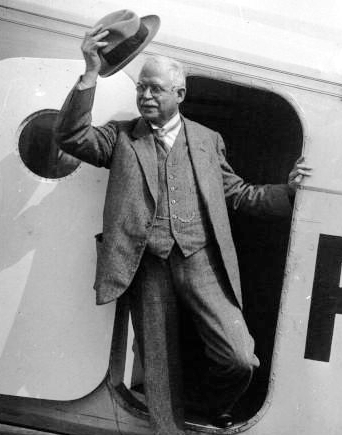
Gerald Strickland in 1930

Vroeger tilden mannen als begroeting hun hoed op. Het salueren van militairen vindt zijn oorsprong in het kort afnemen van de hoed.

### Saluut
Militairen en anderen die een uniform dragen groeten door te salueren: het saluut.

### Buiging
Ook een buiging is een vorm van begroeten, vooral in Japan en andere Aziatische landen. Extreme vormen van buiging zijn knielen en prosternatie. In de westerse wereld is buigen een eerbetoon aan hooggeplaatsten.

### Reverence
De reverence is een vorm van begroeting van een hogergeplaatst persoon. De reverence wordt enkel door vrouwen gebracht en geldt dan ook als de vrouwelijke equivalent van de buiging. In Nederland spreekt men in dit verband ook wel van een kniks of kniksje.
Een reverence wordt gebracht door licht door de knieën te buigen terwijl men het hoofd neigt.

### Wai

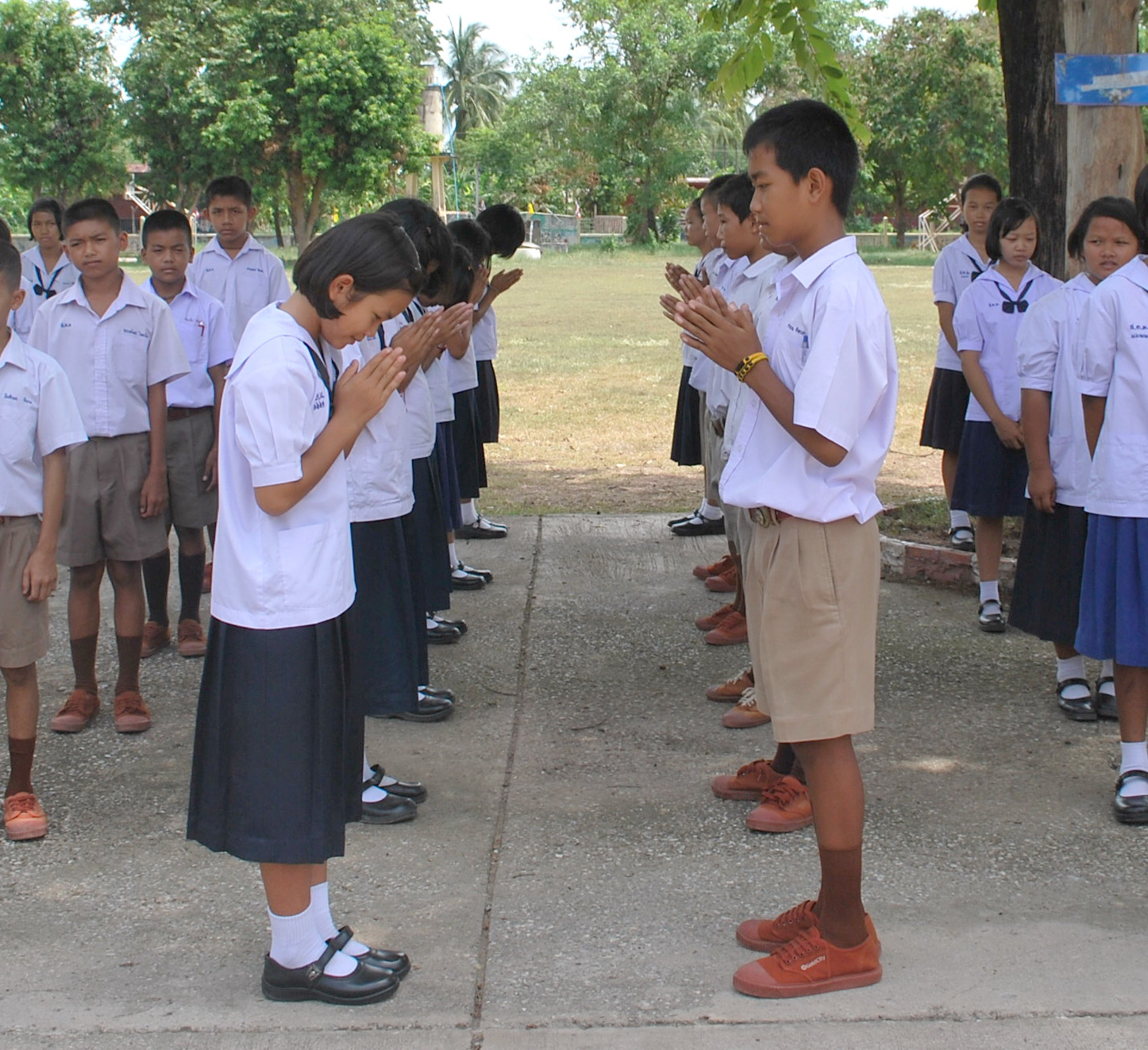
Wai in Thailand

In Thailand is de wai gebruikelijk als begroeting, waarbij de twee handen samengedrukt worden. Dit is gerelateerd aan namasté in India, sampeah in Cambodja, en sembah in Indonesië.

### Groet in het voorbijgaan
Komt men buiten iemand tegen die men niet kent en waarmee men verder geen contact heeft, dan is een groet gebruikelijk als de ontmoeting als zeldzaam wordt beschouwd.
Dat is bijvoorbeeld het geval bij nacht of als men op een verlaten plek wandelt, omdat men dan niet vaak iemand tegenkomt.
Verder zijn vriendschappelijke, collegiale begroetingen gebruikelijk tussen buschauffeurs, motorrijders, ligfietsers, bestuurders van gelijke en/of zeldzame auto's, e.d. Ook hardlopers die elkaar tegenkomen groeten elkaar vaak met een knik of een glimlach.